# タリサ・ゲティ
タリサ・ゲティ（Talitha Getty、1940年10月18日 - 1971年7月11日）は、オランダ領東インドで生まれ、1960年代後半のファッションリーダーと目されたオランダ系の女優。成人後は大半をイギリスで過ごし、晩年はモロッコの都市マラケシュと密接に関わっていた。夫は石油王の後継者で、後に慈善事業家となったジョン・ポール・ゲティ・ジュニアである。

## 前半生
当時オランダ領東インド（現在のインドネシア）の一部であったジャワ島で出生名タリサ・ディナ・ポルとして生まれる。父親は芸術家のウィレム・ジルト・ポル（1905–88年）、母親はアーノルディーン・アドリアーナ・"アディネ"・ミーズ（1908–48年）であった。父親は後にボヘミアン・カルチャーとファッションの中心人物である画家オーガスタス・ジョン（1878–1961年）の娘ポペット・ジョン（1912–97年）と結婚した。これにより、タリサはオーガスタス・ジョンと彼のミューズであり2人目の妻にして20世紀初頭のファッションリーダーであったドロシー ・"ドレリア"・マクニール（1881〜1969年）の孫娘となった。イアン・フレミングの実母で未亡人のイヴリン・セントクロア・フレミング（旧姓ローズ）がオーガスタス・ジョンの愛人として産んだチェロ奏者のアマリリス・フレミングはタリサの叔母にあたる。
ポルは第二次世界大戦中、母親と共に東インドを占領した日本軍の捕虜収容所で過ごした。父親は別の収容所に収監された。両親は戦後別々の道を歩み、ポルは母親とイギリスに移った。1948年、母親がデン・ハーグで亡くなったので、再婚していた父親の元に身を寄せた。
ロンドンの王立演劇学校（RADA）で学ぶ。数年後にRADAに入学した作家兼ジャーナリストのジョナサン・ミーズは、1964年にロンドンに初めて訪れた時にホーランドパークのシールハウス（ポペット・ジョンの妹ビビアンの家）に彼女が継母と一緒にいたのを記憶していた。ミーズは彼女を見て「今まで見た中で最も美しい女性...ぽかんと見惚れてしまい、驚きを隠せない」と思った。1988年、元労働党国会議員ウッドロー・ワイヤット卿は、元保守党閣僚アンソニー・ラムトン卿の「女性との成功」に論及して述懐した。
...ここにとても可愛らしい、ユーゴスラビアで新進女優としての仕事をしたタリサ・ポルがいて。そして彼はホテルに留まり、約2時間ごとに彼女に大きな花束を送り、プレゼントを大量に贈った。
ポルの魔法に囚われた1人に、1965年のパーティーで初めて会ったダンサーのルドルフ・ヌレエフもいた。ヌレエフの伝記作家ジュリー・カヴァナーによると、ヌレエフは「女性にこれほどエロティックにかき立てられたことは一度もなく」、ポルと結婚したいと友人に語ったほど、2人は互いに虜になっていた。このイベントでは、ヌレエフはクラウス・フォン・ビューローのディナーパーティーに出席できなかったため、ビューローは空席となったポルの隣りに雇用主である石油王J・ポール・ゲティの息子ジョン・ポール・ゲティ・ジュニアを招待した。ポルとゲティ・ジュニアは1966年に結婚に至る交際を開始した。

## ゲティ・ジュニアとの結婚

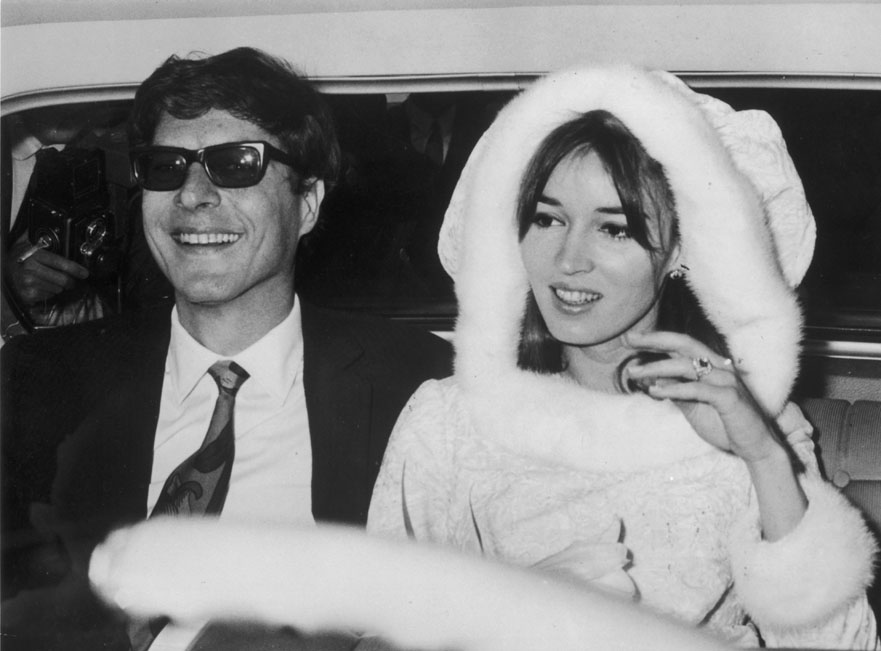
1966年12月10日、ローマのシティ・ホールで結婚式を挙げた直後のポル(右）とジョン・ポール・ゲティ・ジュニア

1966年12月10日、ポルはジョン・ポール・ゲティ・ジュニアの2人目の妻となった。婚礼衣装としてミンクで縁どられた白いミニスカートを着用した。夫妻はスウィンギング・ロンドンのファッショナブル・シーンの一員となり、とりわけ、ローリング・ストーンズのミック・ジャガーや彼のガールフレンドのマリアンヌ・フェイスフルと友人となった。フェイスフルは、ゲティ夫妻とモロッコで5週間を過ごす招待状について「生まれついての広場恐怖症」の不安を詳しく述べた。そしてジャガーと別れた後、彼女はタリサ・ゲティの恋人である若いフランスの貴族ジャン・ド・ブレトゥイユ伯爵（1949–1971年）に乗り換えた。ブレトゥイユはドアーズのジム・モリソン、キース・リチャーズ、マリアンヌ・フェイスフルなどのミュージシャンに薬物を供給した。フェイスフルはブレトゥイユが「スター相手のディーラーを自認していた」と書き、1971年のタリサ自身の死の2週間前にモリソンを死に追いやった薬物を与えたと主張している。リチャーズはジョン・ポールとタリサ・ゲティが「最良にして極上のアヘンを所持していた」と思い起こした。
高級婦人服デザイナーのイヴ・サン＝ローランはゲティ夫妻をF・スコット・フィッツジェラルドの1922年の小説のタイトル『美しく呪われし者』に例え、ファッションデザイナーのオジー・クラークと結婚したテキスタイルデザイナーのセリア・バートウェルは、タリサ・ゲティを1960年代後半にジャンルの壁を超えた数多くの「美しい人々」の1人に数えた。1960年代の他の魅力的な人々の内、チェルシーでHung on Youブティックを設立したファッションデザイナーのマイケル・レイニーと、彼の妻でありケネディ時代にアメリカに駐在したイギリス大使のデイヴィッド・オームズビー＝ゴアの娘ジェーン・オームズビー＝ゴアは、ゴゾ島からウェールズ国境地帯への移動の間、マラケシュのゲティ夫妻と「戯れた」。
ジョン・ポール・ゲティは、「スポーツカーを乗り回し、大酒を飲み、麻薬を試し、尻軽な新人女優に手を出す、性的に自由奔放なプレイボーイ」と評された。この間、家業であるゲティ・オイルからも遠ざかり、父親を大いに残念がらせた。しかし後年、彼は慈善家になり1986年、アメリカ市民としてイギリスの名誉騎士爵を受勲した。1927年に建造され、1994年に改装された彼の豪華ヨットは「MY タリサ・G」号という。
1968年7月、ゲティ夫妻に息子タラ・ガブリエル・グラモフォン・ギャラクシーが生まれた。彼はアフリカで環境保護主義者として名を馳せ、サードネームとフォースネームを捨て、1999年にタラ・ガブリエル・ゲティとしてアイルランドの市民権を取得した。彼と妻のジェシカ（彼がヴェルビエで出会ったシャレーのメイド）には、タリサという娘を含む3人の子供がいる。
1969年までゲティ夫妻がイタリアとモロッコで過した孤立したライフスタイルはタリサを蝕み始め、ヘロインとアルコール依存症の治療のためイギリスに戻りたいと考えた。彼女とポールは互いに不誠実であり（ポールは1994年に結婚することになるヴィクトリア・ホールズワースと不倫をしていた）、ポールと冷静に話し合う事は困難だった。彼は別居に同意し、妻と息子が住む家をロンドンのチェイン・ウォークに購入した。1970年の初め、タリサはロンドンで真面目で活動的な社会生活を送っていた。

## マラケシュの写真
タリサ・ゲティは、1969年1月にモロッコのマラケシュの屋上でパトリック・リッチフィールドが撮影した象徴的な写真により最も記憶されている。ロンドンのナショナル・ポートレート・ギャラリーのコレクションの1つである画像は、フードをかぶった夫を背景に多色のカフタン、白いハーレムパンツ、白とクリームのブーツを着て座り込んだポーズの彼女を撮影している。
当時のヒッピーファッションを代表するスタイリッシュな見た目であり、最近では「ヒッピーシック」、「ボホシック」、「タリサ・ゲティシック」などと呼ばれる息の長いモデルになった。

## 死去
1971年の春、タリサ・ゲティは別居後の夫に離婚を求めたが、ポール・ジュニアは彼女を愛していると言い、和解のためにローマに来るよう懇願した。彼女の弁護士はポールと和解しようとした努力を示すことが出来れば離婚手続が容易になると助言したので、1971年7月9日にローマに飛んだ。7月11日、アラコエリ広場にあるゲティ家の邸宅で、ヘロインの過剰摂取により死亡している彼女が発見された。しかし、彼女の死亡診断書には心停止が死因として記載されており、血中にアルコールとバルビツール酸が高濃度で検出されていた。イタリアのマスコミの間では、ポールのヘロインの継続的な使用がタリサの再発を引き起こしたという憶測が広まった。彼女の死の8か月後に行われた剖検では、タリサの器官にヘロインの痕跡が見つかったが、ヘロインは何か月も体内にとどまるため決定的とは言えず、飲酒以前のものであった可能性がある。1973年1月、イタリア当局はタリサの死因について調査が行われると発表した。彼らはポール・ジュニアへの尋問を要求した。ゲティは自身の薬物の継続的な使用が逮捕と起訴につながることを恐れていたため、2月にイタリアからイギリスに逃れ二度と戻らなかった。
タリサ・ゲティは、ジミ・ヘンドリックス、ジャニス・ジョプリン、イーディ・セジウィック、前述のジム・モリソンなど、1960年代の文化的象徴と目される人々と同じ12か月以内に亡くなった。マラケシュで共に過ごした友人、ローリング・ストーンズのブライアン・ジョーンズはヘンドリックスの1年以上前に亡くなっていた。タリサ・ゲティは「27クラブ」のメンバーとされるジョーンズ、モリソン、ヘンドリックス、ジョプリンよりわずかに年上であった。

## 映画
ポルは女優として『Village of Daughters』（1962年）、エドガー・ウォーレスのミステリーが原作の『We Shall See』（1964年）、『The System』（1964年）、マクシミリアン・シェル、イングリッド・チューリン、サマンサ・エッガーと共演した『死刑台への招待』（1965年）、ジェーン・フォンダ主演の性的暴力的SF映画『バーバレラ』（1968年）などに出演している。

## 出演作の一部
- 『Village of Daughters』（1962年）
- 『The Comedy Man』（1964年）
- 『The Edgar Wallace Mystery Theatre』（1964年）
- 『The System』（1964年）
- 『長い船団』（1964年）
- 『死刑台への招待（英語版）』（1965年）
- 『バーバレラ』（クレジットされず、1968年）